# Xanthorhoe ansorgei
Xanthorhoe ansorgei är en fjärilsart som beskrevs av W. Warren 1899. Xanthorhoe ansorgei ingår i släktet Xanthorhoe och familjen mätare. Inga underarter finns listade i Catalogue of Life.